# Los grandes éxitos en español
Los grandes éxitos en español е заглавието на излезлия през 1999 г. испаноезичен албум на Cypress Hill. Този албум е съставен от старите песни с испански текст. Изключение правят Latin Lingo и Tres Equis, които по принцип са на испански.
Албумът има златен статус.

## Песни
1. Yo Quiero Fumar (I Want to Get High)
2. Loco en el Coco (Insane in the Brain)
3. No Entiendes la Onda (How I Could Just Kill a Man)
4. Dr. Dedoverde (Dr. Greenthumb)
5. Latin Lingo
6. Puercos (Pigs)
7. Marijuano Locos (Stoned Raiders)
8. "Tú No Ajaunta (Checkmate)"
9. Ilusiones (Illusions)
10. "Muévete (Make a Move)"
11. No Pierdo Nada (Nothin' to Lose)
12. Tequila (Tequila Sunrise)
13. Tres Equis
14. Siempre Peligroso (featuring Fermin IV of Control Machete)